# 13740 Lastrucci
13740 Lastrucci (1998 SL2) là một tiểu hành tinh vành đai chính được phát hiện ngày 18 tháng 9 năm 1998 bởi M. Tombelli và E. Masotti ở Montelupo.